# Route nationale 8 (Guadeloupe)
Pour les articles homonymes, voir Route nationale 8.
La route nationale 8, ou RN 8, est une route nationale française en Guadeloupe de 15 km, qui relie  Petit-Canal à Anse-Bertrand en passant par le centre de l'île.

## Tracé
- Rougeole (Petit-Canal) relié à la RN6
- Bazin (Petit-Canal) relié à la RD123
- Dumaine (Petit-Canal) relié à la RD121
- Les Mangles (Petit-Canal)
- Pelletan (Port-Louis) relié à la RD128
- Beaufond (Anse-Bertrand)relié à la RD120
- Anse-Bertrand relié à la RN6 et la route départementale 122